# Loly Álvarez
Dolores Álvarez (Gualchos, Granada, 18 de octubre de 1970), más conocido como Loly Álvarez, es una personalidad televisiva de la farándula y cantante española, que se dio a conocer a finales de la década de los 90 en programas de televisión como Crónicas marcianas.

## Biografía
Nació en la localidad granadina de Gualchos  en octubre de 1970. Su andadura profesional en televisión comenzó en la época dorada de la farándula televisiva en España, en este caso, gracias al programa Crónicas marcianas, en el que se la vio por primera vez en 1999, y al que continuó ligada hasta 2005. En ese programa coincidió con otras figuras relevantes de la época como Javier Cárdenas, Paco Porras, Yurena, Leonardo Dantés y Tony Genil.
En el año 2000 lanzó la canción «No cambié» junto a Tony Genil, que fue número uno en ventas durante ese año, y por la que tuvo varios litigios y peleas televisivas con Yurena debido a su autoría.
En cine ha realizado distintos cameos en algunas películas como Plauto (recuerdo distorsionado de un tonto eventual) (2004) y L.A.R.R. (2012).
En 2019, tras varios años fuera de los medios de comunicación, regresó a televisión para concursar en el programa Supervivientes, en una de las ediciones más vistas del reality. Posteriormente, colaboró de manera esporádica en los programas de la misma empresa, Mediaset España: Sálvame y Sálvame Deluxe.
En 2024 se anunció que se realizaría una serie para Netflix bajo el nombre de Superestar, producida por Los Javis, que trataría sobre las personalidades excéntricas de la televisión de principios del siglo XXI, donde Loly es interpretada por Natalia de Molina.

## Vida personal
Se casó en 2002. Sufrió una suplantación de identidad por parte de su exmarido, quien se hizo pasar por ella en sus redes sociales para mantener conversaciones con mujeres. Mantiene una relación con una de ellas.

## Discografía
- «No cambié» Dúo «Luna Azúl» 1997

- «No cambié»  «Loly Álvarez y Tony Genil» 2000

- «No Cambié Y Otros Éxitos Tomboleros»  «Loly Álvarez y Tony Genil» 2000

### Sencillos
- «No cambié» «Loly Álvarez y Tony Genil» 2000

- «Dulce Navidad» 2015

## Filmografía

### Televisión
- 1999–2005: Crónicas marcianas
- 2002: Abierto al anochecer
- 2005: ¡Sálvese quien pueda!
- 2019: Supervivientes (como concursante)
- 2019: Sálvame
- 2019–2020: Sálvame Deluxe

### Cine
- 2004: Plauto (recuerdo distorsionado de un tonto eventual)
- 2012: L.A.R.R.